# Steve McClaren
Stephen "Steve" McClaren (n. 3 mai 1961) este un antrenor de fotbal și fost fotbalist englez.

## Palmres

### Jucător
Derby County
- Football League Second Division (1): 1986–87

### Antrenor secund
Manchester United
- Premier League (3): 1998–99, 1999–2000, 2000–01
- FA Cup (1): 1998–99
- UEFA Champions League (1): 1998–99
- Cupa Intercontinentală (1): 1999

### Antrenor
Middlesbrough
- Football League Cup (1): 2003–04

Twente
- Eredivisie (1): 2009–10

## Statistici antrenorat
La 11 martie 2016.
| Echipa            | Țara          | Început            | Sfârșit           | Rezultate   | Rezultate | Rezultate | Rezultate | Rezultate | Rezultate   |
| M                 | V             | E                  | Î                 | Victorrii % |           |           |           |           |             |
| ----------------- | ------------- | ------------------ | ----------------- | ----------- | --------- | --------- | --------- | --------- | ----------- |
| Middlesbrough     | Anglia        | 12 iunie 2001      | 11 mai 2006       | 250         | 97        | 60        | 93        | 38,8      | [ 2 ]       |
| Anglia            | Anglia        | 1 august 2006      | 22 noiembrie 2007 | 18          | 9         | 4         | 5         | 50        | [ 2 ]       |
| Twente            | Țările de Jos | 20 iunie 2008      | 30 iunie 2010     | 101         | 64        | 21        | 16        | 63,37     | [ 2 ]       |
| Wolfsburg         | Germania      | 1 iulie 2010       | 7 februarie 2011  | 24          | 7         | 8         | 9         | 29,17     | [ 2 ] [ 3 ] |
| Nottingham Forest | Anglia        | 13 iunie 2011      | 2 octombrie 2011  | 13          | 3         | 3         | 7         | 23,08     | [ 2 ]       |
| Twente            | Țările de Jos | 5 ianuarie 2012    | 25 februarie 2013 | 64          | 31        | 17        | 16        | 48,44     | [ 2 ]       |
| Derby County      | Anglia        | 30 septembrie 2013 | 25 mai 2015       | 94          | 51        | 21        | 22        | 54,26     | [ 2 ]       |
| Newcastle United  | Anglia        | 10 iunie 2015      | 11 martie 2016    | 31          | 7         | 6         | 18        | 22,58     | [ 2 ]       |
| Total             | Total         | Total              | Total             | 590         | 265       | 140       | 185       | 44,92     | —           |